# Hans Alderliesten
Hans Alderliesten (Putten, 1987) is een Nederlands schrijver, organist, onderzoeker en projectleider.

## Biografie

### Studie
Alderliesten groeide op in Putten in een muzikaal gezin. Zijn eerste orgellessen kreeg hij van Rien Kamphorst aan de muziekschool Noord-West Veluwe en sinds 2005 bij Ab Weegenaar waar hij zich oriënteerde op de barokmuziek van Bach. Daarnaast volgde hij pianolessen bij Ad van Pelt in de Petruskerk in Woerden. Hij doorliep zijn middelbare school aan het Van Lodenstein College in Amersfoort. Hierna studeerde hij overheidscommunicatie aan de Hogeschool Utrecht en bestuurskunde aan de Universiteit Utrecht.

### Loopbaan
Alderliesten begon zijn maatschappelijke loopbaan als projectmedewerker bij de Van der Hoeven Kliniek in Utrecht. Hierna werkte hij als onderzoeker aan de Christelijke Hogeschool in Ede op het gebied van media, religie en cultuur. In 2015 ging hij werken als senior projectleider en onderzoeker bij Movisie en Dementiezorg voor Elkaar. Hij werkt sinds 2022 onder leiding van theoloog Paul van Geest als promovendus aan de Erasmus Universiteit Rotterdam. Van hem verschenen ook boeken over ziekte, dood en dementie en is gefascineerd op het werk en leven van filosoof en kerkvader Augustinus. Tevens is hij voorzitter van het CDA in Gouda.
Alderliesten is naast zijn maatschappelijk werk ook actief als organist. Hij begon als organist aan de Hersteld Hervormde Gemeente in Putten. Momenteel is hij als organist verbonden aan de Hervormde kerken van Reeuwijk-Dorp en Sluipwijk. Ook verschenen er van hem twee uitgaven met bladmuziek.

## Persoonlijk
Alderliesten is weduwnaar en vader van twee dochters.

## Publicaties
- (2018) Grote denkers over grote dingen
- (2019) Augustinus voor mensen van nu
- (2020) Augustinus brevier
- (2020) Overhoop en overleven
- (2022) Sta op en leef
- (2022) Advent met Augustinus
- (2023) Heb lief en doe wat je wilt

## Bladmuziek
- Laudate
- Ik kniel aan Uwe kribbe neer